# Codringtonia codringtonii
Codringtonia codringtonii је пуж из реда Stylommatophora.

## Угроженост
Подаци о распрострањености ове врсте су недовољни.

## Распрострањење
Ареал врсте је ограничен на једну државу. 
Грчка је једино познато природно станиште врсте.